# Arabis hirsuta
Arabis hirsuta, conhecida também como cabeluda, é uma planta com flor de género Arabis na família Brassicaceae. Em antigos trabalhos norte-americano ela tem sido amplamente definida para incluir plantas nativas da Europa, da Ásia, e da metade norte da América do Norte, mas agora é mais restrito a um estreito subgrupo restrito à Europa.